# Des principes de l'économie politique et de l'impôt

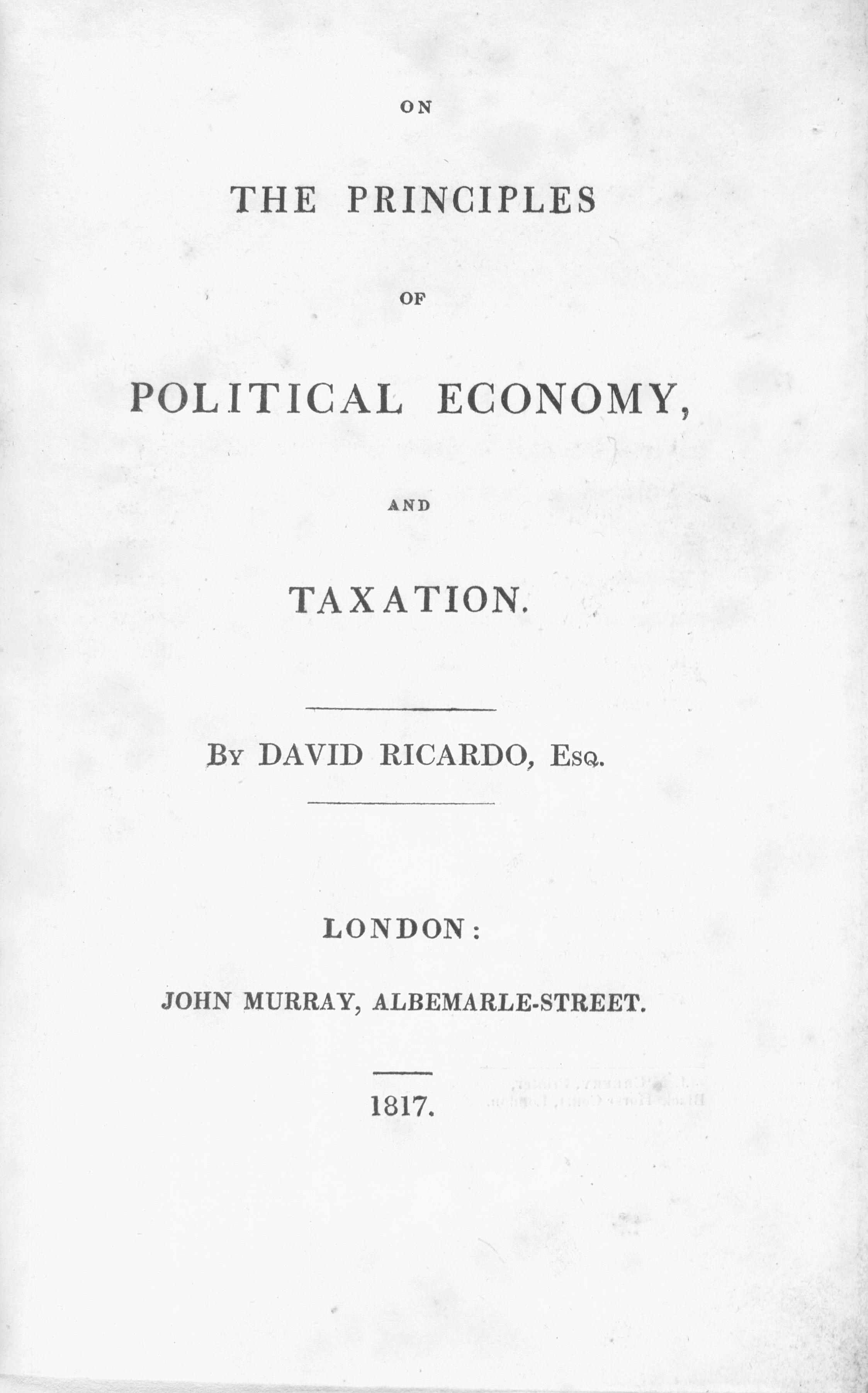
Première page du livre.

Des principes de l'économie politique et de l'impôt (On the Principles of Political Economy and Taxation) est le principal ouvrage de l'économiste anglais David Ricardo, dont la première parution a eu lieu en 1817. Cet ouvrage constitue l'un des plus importants de l'économie politique. Il propose à la fois la présentation la plus aboutie de la théorie de la valeur chez les classiques, et énonce surtout la base de la théorie du libre-échange via la « loi des avantages comparatifs ». Certains voient par ailleurs dans cet ouvrage une critique systématique de la rente (revenu des propriétaires terriens) et donc une des premières études sur les effets économiques de la répartition des revenus entre groupes sociaux (salariés, entrepreneurs et propriétaires fonciers), ce qui en ferait un des premiers ouvrages de macroéconomie.

## Thèse de l'ouvrage

### De la valeur (chap. I)
La valeur d’échange d’un produit n’est pas fonction de son utilité, la preuve en est que des produits très utiles comme l’eau n’ont aucune valeur d’échange. Par contre, d'autres biens peu utiles (bijoux en or, par exemple) ont une grande valeur d'échange. C’est davantage la rareté qui détermine cette dernière. Si quelques marchandises sont naturellement limitées, la plupart ont leur volume fonction du travail que l’on accepte de consacrer à leur production. Ainsi c’est donc bien le travail qui fait la valeur des marchandises. 
Ricardo précise que la différence de valeur entre deux biens qui ont nécessité une même quantité horaire de travail trouve son explication dans l’aspect qualitativement différent de ces travaux, du point de vue de leur intensité ou du savoir-faire qu’ils requièrent. Les variations des salaires, autrement dit du coût monétaire du travail, ne signifient pas une évolution de la valeur d’échange mais uniquement une baisse des profits.
D’autre part, la quantité de travail que requiert la production comprend aussi celle de la production des biens qu’elle nécessite, à savoir le capital fixe. 
L’introduction de capital fixe dans le processus de production modifie la règle de la valeur travail. Parce que la production de la machine induit un report dans le temps de la vente du produit fini et donc du profit, la valeur d’une production nécessitant davantage de capital fixe aura une valeur d’échange supérieure afin d’assurer pour une même durée une égale rentabilité. La durée de vie du capital fixe en faisant varier les modalités de son amortissement a aussi un impact sur la valeur d’échange.
Les valeurs relatives des produits ne sont proportionnelles aux quantités de travail nécessaires à leurs productions que si les durées de vie du capital fixe et sa part dans les quantités de travail sont identiques.
La valeur de l’or, fluctue comme celle de n’importe quel produit. Toutefois la difficulté de son extraction, en font un étalon monétaire judicieux.

### De la rente de la terre (chap. II)
Soient trois types de terre classés selon leur fertilité. Si la production nécessaire à l’alimentation de la population n’exige pas l’utilisation totale des terres du meilleur type, alors suivant les lois de l’offre et de la demande, les quelques propriétaires terriens ne pourront demander le versement d’une rente en échange de l’usage de leurs terres et le prix de la production du champ sera fonction de sa valeur. Lorsque la population augmente, l’exploitation des terres moins fertiles du second type provoque une hausse de la valeur d’échange. L’exploitant de la terre de premier type fait alors un surplus de profit car sa quantité de travail à lui n’a pas varié, d’où une forte demande pour les terres les plus fertiles. Leurs heureux propriétaires suivant les lois de l’offre et de la demande peuvent alors exiger le versement d’une rente proche de ce surplus de profit. La rente apparaît donc sur les terres du premier type. La mise en exploitation des terres du troisième type provoquera l’apparition de la rente sur celle du second type et l’augmentation du montant de celle du premier type, et ainsi de suite…
Le prix des produits agricoles et le montant de la rente sont donc fonctions croissantes de la population selon la loi des rendements décroissants ainsi établie par Ricardo.
La rente est toujours « le résultat d’un monopole partiel ». 
La rente ne représente qu’une création de valeur sans aucune création de richesse (chap. XXXII). La contourner permet de réduire cette valeur et d’accroître la richesse (cf. Commerce extérieur).

### Du prix naturel et du prix du marché (chap. IV)
Lorsque le prix du marché s’écarte du prix naturel, c’est-à-dire lorsque l’offre est inadaptée à la demande, les capitaux et le travail se rapprochent, dans le cas où le prix du marché ou courant dépasse le prix naturel ou fondamental, ou s’éloignent de la production du bien concerné, dans le cas contraire. Les écarts entre la valeur travail et les prix courants (constatés) se résorbent naturellement par l'activité des capitalistes. 
En effet, ces derniers cherchent à maximiser leur profit en détournant leur capital du secteur où le profit est plus faible vers le secteur où le profit est plus élevé.
Par ce mécanisme, l'offre et la demande redeviennent égaux et le prix courant est égal au prix naturel.

### Des salaires (chap. V)
« Le prix du travail exprimera clairement les besoins en population de la société. »

— Thomas Malthus, Essai sur le principe de population
Le travail est une marchandise. Son prix naturel est celui qui est « nécessaire pour permettre globalement aux travailleurs de subsister et de perpétuer leur espèce sans variation de leur nombre. » Le salaire ne dépend pas d’une quantité de monnaie mais des biens nécessaires à la survie des salariés. Le prix naturel du travail dépend donc du prix de biens comme la nourriture.
Lorsque le prix du marché est inférieur au prix naturel, la pauvreté des travailleurs et les privations provoquent « une réduction de leur nombre », et le retour à l’équilibre. Lorsqu’il est supérieur, une augmentation de la population ou une baisse de la demande de travail le rabaisse au prix naturel. 
Ricardo ne pense pas que les salaires soient fatalement indexés sur le minimum vital.  Le prix naturel « dépend essentiellement des us et coutumes ». « Dans une période plus reculée de notre histoire, on aurait considéré comme biens de luxe nombre de biens d’agrément appréciés aujourd’hui dans les chaumières anglaises. »  
Les « Poor Laws » (les lois sur les pauvres), qui aident les pauvres à survivre, en déréglant la pertinence de l’indicateur qu’est le prix du travail provoque une hausse non-souhaitable de leur nombre. 
« Aucun projet d’amendement des lois sur les pauvres ne mérite la moindre attention s’il ne vise, à terme, leur abolition. Celui qui peut nous indiquer comment atteindre ce but avec un maximum de sécurité et un minimum de violence, est le meilleur ami des pauvres et de l’humanité. » 

### Des profits (chap. VI)
La valeur totale « n’est répartie qu’entre deux composantes : les profits du capital et les salaires ». 
La vision pessimiste de Ricardo sur l’augmentation de la population :
Parce que les rendements de la terre sont décroissants, la production de la nourriture nécessite de plus en plus de travail au fur et à mesure que la population augmente.
Le phénomène est compensé par les progrès techniques apportés dans son exploitation par le fermier. Apparaît ici un cercle vicieux. Plus, sous l’effet d’une rente toujours croissante et de salaires toujours plus élevés, le profit du fermier se restreint, plus sa capacité à accumuler du capital visant à accroître sa productivité est moindre, plus les prix augmentent et ainsi de suite. Pour les capitalistes, autres que fermiers, les salaires en monnaie de leurs employés augmentent. De plus les rentrées de monnaie restent constantes car les biens produits contiennent toujours la même quantité de travail. Les profits diminuent. L’investissement disparaît peu à peu. 
Sans investissement la quantité de travail nécessaire à la production d’un bien reste constante : il n’y a plus de progrès. 
La population risque d’être rattrapée par la misère et la famine en raison de l'insuffisance de la croissance économique. 

### Du commerce extérieur (chap. VII)
Seule la baisse des salaires peut provoquer une hausse du taux de profit. Ainsi l’intérêt du commerce extérieur est de mettre sur le marché à un prix moindre des produits nécessaires aux travailleurs. La baisse alors possible du salaire en monnaie permet une hausse des profits.
Ricardo encourage donc l’abrogation des « Corn Laws » (les lois sur le blé).
Ricardo démontre aussi que chaque nation à intérêt à se spécialiser dans la production où elle possède l’avantage comparatif le plus élevé ou le désavantage le moins prononcé. Il ne contredit pas la théorie des avantages absolus d’Adam Smith car il envisage que les facteurs de productions puissent s’orienter uniquement vers les pays possédant un avantage absolu. Toutefois il remarque que la recherche de la sécurité, l’amour de son pays, les gouvernements… bref que des sentiments humains, qu’il encourage, rendent cette théorie impraticable, d’où celle des avantages comparatifs.

### Des impôts (chap. VIII à XVIII)
La règle d’or de Jean-Baptiste Say est : « Le meilleur de tous les plans de finance est de dépenser peu, et le meilleur de tous les impôts est le plus petit. »
Afin de préserver le capital, les impôts, à savoir les consommations de l’État, doivent être compensés par une augmentation de la production ou une baisse de la consommation, sous peine de mener à la récession. L’impôt est donc nocif et ralentit la constitution du capital. De plus l’impôt décourage la mobilité du capital fondement du retour incessant à l’équilibre des marchés.
- L’impôt sur les produits bruts, comme la dîme, touche en premier lieu leurs producteurs qui, voyant leurs profits diminuer, changeront de métier. L’offre diminuant les prix augmentent et la production retrouve son niveau initial. Cet impôt provoque donc une hausse de prix, non appréciable selon Ricardo vu qu’elle participe à la baisse globale des profits.

- L’impôt sur la rente touche uniquement le rentier. En effet ce n’est pas lui, mais la terre la moins productive cultivée qui décide du montant de sa rente, il ne peut donc le répercuter. C’est probablement pour Ricardo l’impôt à privilégier.

- L’impôt foncier a le même effet que celui sur la rente à la différence qu’il touche aussi les terres où la rente est inexistante ainsi que le capital productif, limitant ainsi le profit des fermiers. La répercussion se fera alors sur les prix et donc les profits du capitaliste.

- L’impôt sur les salaires provoque une baisse proportionnelle des subsistances qu’ils permettent d’obtenir. Une hausse compensatoire en monnaie du salaire doit rétablir le salaire à son prix naturel. Les profits baissent car rien ne permet d’augmenter le prix des produits en compensation.

- Les impôts sur les marchandises autres que les produits bruts auraient pour effet une hausse de leur prix au moins équivalente qui retomberait sur leurs consommateurs.

### Des changements brusques dans les voies du commerce (chap. XIX)
Les changements brusques dans les voies du commerce ont un effet néfaste. Ils peuvent, en cas de guerre bien sûr, mettre fin à la richesse tirée de la théorie des avantages comparatifs. S’il s’agit d’un changement de la demande, alors le capital fixe (qui par définition a une faible mobilité) risque d’être perdu.
L’importation de blé en diminuant la production nécessaire sur le territoire national, entraînerait un abandon des terres les moins fertiles et donc une chute de la rente.

### Des propriétés distinctives de la richesse et de la valeur (chap. XX)
« Un homme est riche ou pauvre en fonction des moyens dont il dispose pour se procurer les biens nécessaires, commodes et agréables, de la vie. [..] La valeur diffère donc essentiellement de la richesse car elle ne dépend pas de l’abondance, mais de la difficulté ou de la facilité de production. »

— Adam Smith, Recherches sur la nature et les causes de la richesse des nations
Autrement dit, une meilleure productivité fait varier à la baisse la valeur des biens mais non la richesse qu’ils représentent.
L’accroissement de la richesse repose donc sur la diminution de la valeur des biens, permise par l’amélioration des techniques, la division du travail, la découverte de nouveaux marchés.
Par ailleurs l’apport de la nature vient modifier la richesse et non la valeur.